# Il mondo del ghiaccio e del fuoco

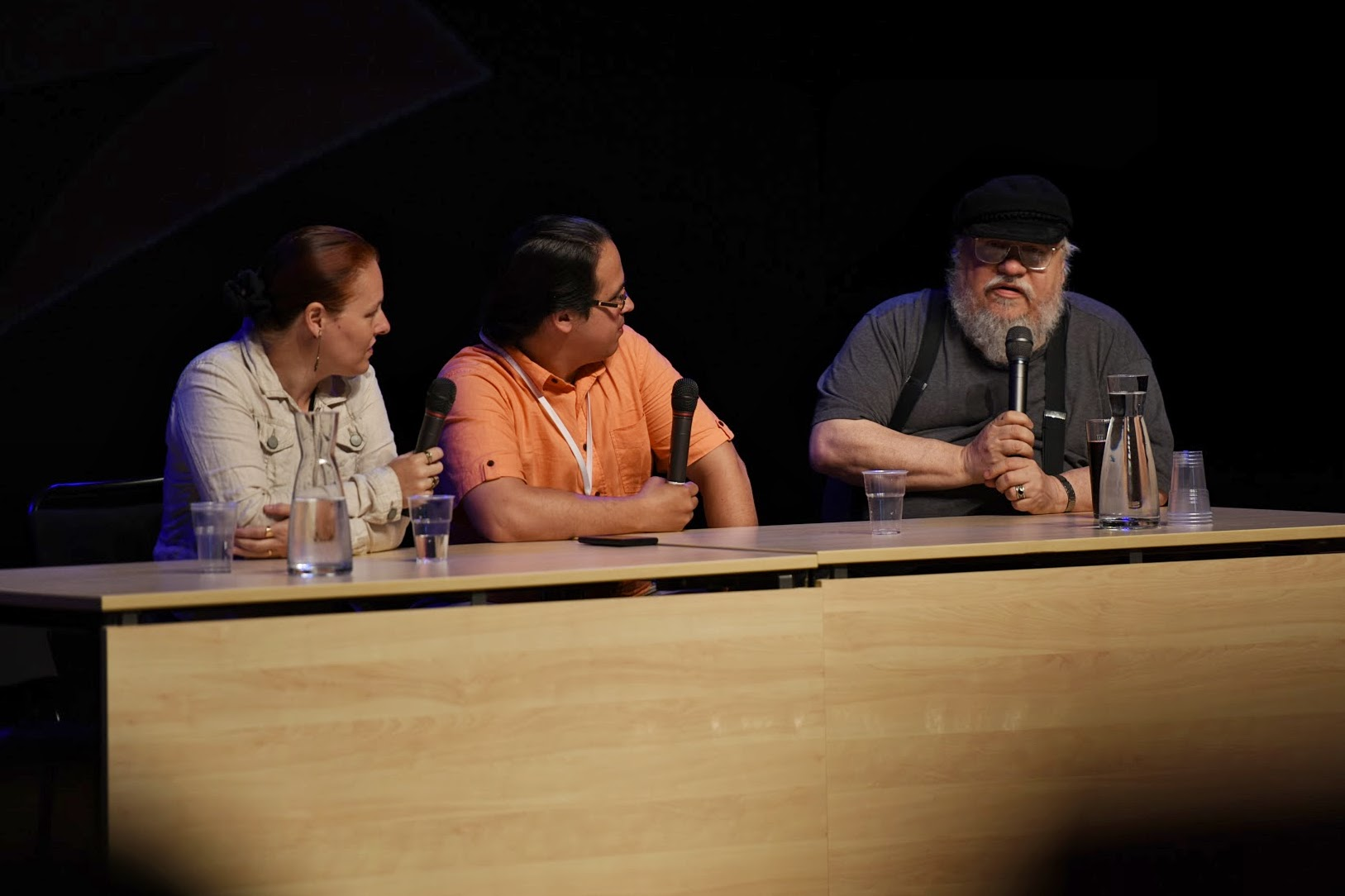
Linda Antonsson, Elio Garcia e George R.R. Martin in una tavola rotonda di discussione su Il mondo del ghiaccio e del fuoco ad Archipelacon, Mariehamn, 2015.

Il mondo del ghiaccio e del fuoco è un libro di George R. R. Martin che può essere considerato una guida al mondo raccontato nella serie fantasy delle Cronache del ghiaccio e del fuoco. Scritto da Martin, Elio M. García Jr. e Linda Antonsson, il libro si presenta nella forma di un libro di storia, una sorta di "compendio storico" illustrato di Westeros, il mondo fantasy creato da Martin, con l'aggiunta di nuovo materiale scritto, alberi genealogici, mappe e artwork.
García e Antonsson, i due coautori di Martin, sono tra i fondatori del sito su Le cronache del ghiaccio e del fuoco: Westeros, The Song of Ice and Fire.

## Contenuti
Martin ha dichiarato che Il mondo del ghiaccio e del fuoco è stato intenzionalmente scritto come un vero e proprio libro di storia che può contenere anche fonti che si contraddicono a vicenda.